# Región de Kajetia
La región de Kajetia (en georgiano: კახეთი, K'akheti) es una de las nueve regiones administrativas (mjare) en que se organiza Georgia desde 1990, y que se corresponde con una región histórica del este del país y con la pequeña y montañosa provincia de Tusheti. Limita en el noroeste con la Federación rusa; en el sureste, con Azerbaiyán; y en el oeste, con las regiones georgianas de Mtskheta-Mtianeti y Kvemo Kartli. Tiene una superficie de 11 310 km² y una población de 318 583 habitantes (2014). La capital y ciudad más grande de la región es la ciudad de Telavi.
El complejo georgiano del monasterio de David Gareja está parcialmente situado en esta provincia y está sujeto a una disputa fronteriza entre las autoridades georgianas y Azerbaiyán.

## Geografía
Más allá de la actual subdivisión administrativa en distritos y luego en municipios, tradicionalmente, Kajetia se ha subdividido en cuatro partes: Kajetia Interior (შიდა კახეთი, Shida K'akheti), al este de la cordillera de Tsiv-Gombori, a lo largo de la margen derecha del río Alazani; Kajetia Exterior (გარე კახეთი, Gare K'akheti), a lo largo de la mitad de la cuenca del río Iori; Kiziq'i (ქიზიყი) entre el Alazani y el Iori y el Área Posterior (გაღმა მხარი, Gaghma Mkhari) en la margen izquierda del Alazani. También incluye la región medieval de Hereti cuyo nombre ha caído en el olvido gradual desde el siglo XV.

### Subdivisión

Subdivisiones de Kajetia

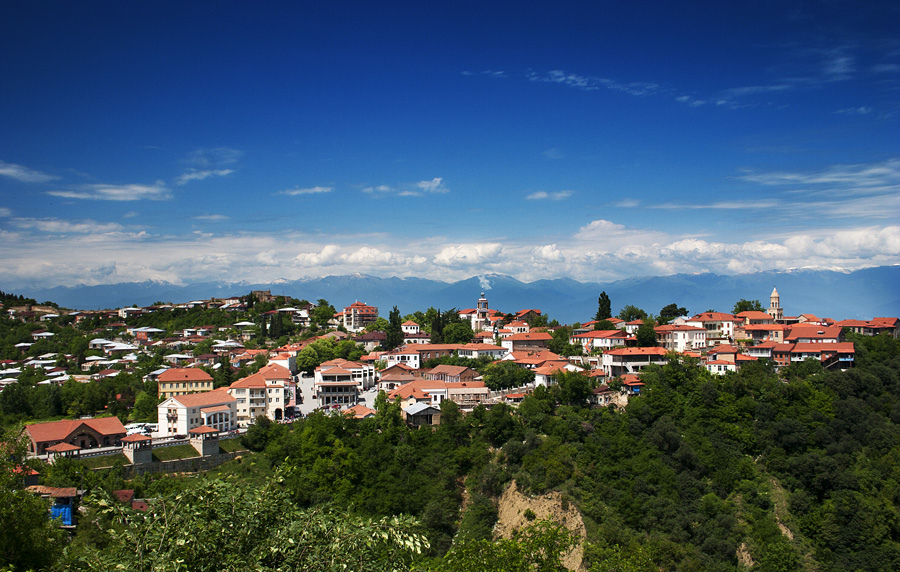
Signagi

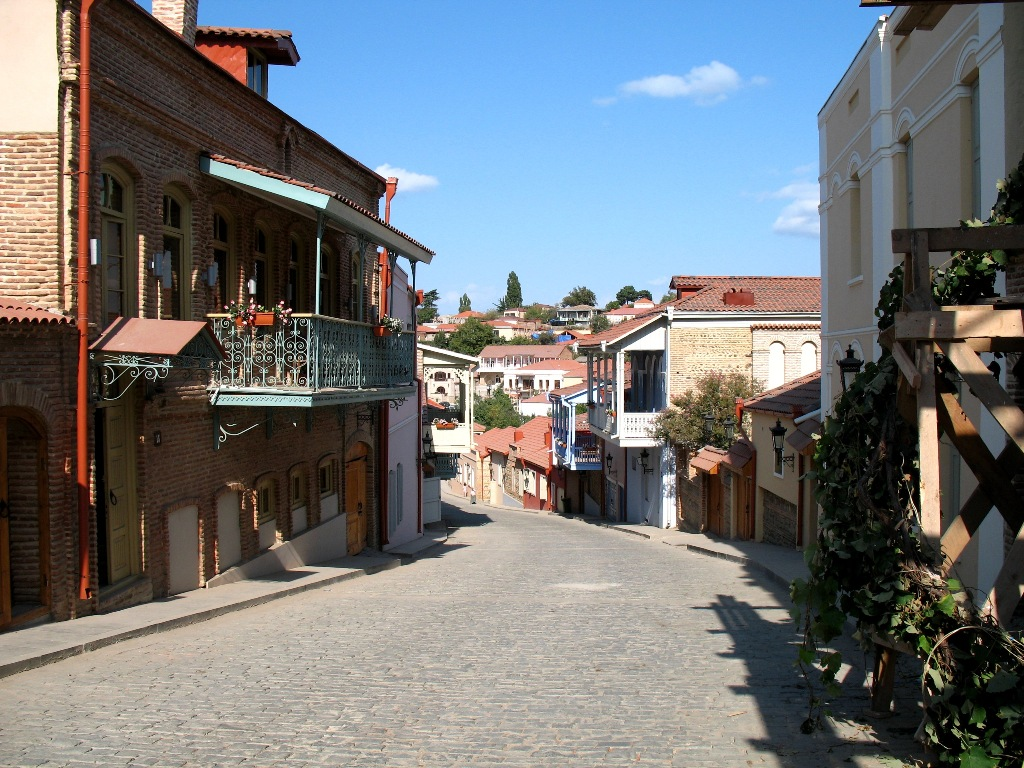
Signagi

La región de Kajetia se dividió hasta 2006 en ocho distritos (რაიონი, raioni ): Ajmeta, Gurjaani, Dedoplistskaro, Kvareli, Lagodeji, Sagarejo, Signagi y Telavi. Desde ese momento los distritos pasaron a ser comunidades o municipios (თემი, t'emi):
- (1) municipio de Ajmeta (con 2248 km² y 31 461 hab.);
- (2) municipio de Telavi (con un área 1094 km² y una población de 58 350 hab.);
- (3) municipio de Kvareli (con 1000 km² y 29 827 hab.);
- (4) municipio de Lagodeji (con 890 km² y 41 678 hab.);
- (5) municipio de Gurjaani (849 km² y 54 337 hab.);
- (6) municipio de Sagarejo (con 1515 km² y 51 761 hab.);
- (7) municipio de Signagi (con 1251 km² y 29 948 hab.);
- (8) municipio de Dedoplistskaro (con 2531 km² y 21 221 hab.).[2]

## Historia
Kajetia fue un principado feudal independiente de finales del siglo VIII. Fue incorporado en el reino Unido de Georgia a principios del siglo XI. Después de la desintegración de ese reino de Georgia, Kajetia se convirtió en un reino independiente en la década de 1460. En 1762, el reino de Kajetia se unió con el vecino reino georgiano de Kartli. Ambos reinos fueron debilitados por las frecuentes invasiones y en 1801 el reino de Kartli-Kajetia fue anexado al Imperio ruso.
En 1918-1921 Kajetia era parte de la independiente República Democrática de Georgia y desde 1922 a 1991 parte de la Unión Soviética dentro de la República Socialista Soviética de Georgia, sin constituir ninguna entidad política administrativa. Desde la independencia de Georgia en 1991, Kajetia es una región en la república de Georgia y Telavi sigue siendo su capital.